# Tonga Football Association
Tonga Football Association – organizacja piłkarska, działająca w Tonga. Od 1994 r. jest częścią OFC oraz FIFA. Związek jest odpowiedzialny za organizację rozgrywek piłkarskich: Tonga Major League oraz Tonga Cup.